# شيبانيبا
شيبانيبا أو تل بيلا هو موقع أثري يقع بالقرب من مدينة بعشيقة في محافظة نينوى، على بعد 20 كيلومترًا شمال شرق الموصل.